# أيمن طاهر
أيمن طاهر لاعب كرة قدم مصري سابق في مركز حراسة المرمى ومدرب حراس مرمى، ومدرب لحراس المرمى لنادي الزمالك منذ عام 2014، وفي 2019 أصبح مدرب حراس مرمى منتخب مصر لكرة القدم تحت قيادة حسام البدري.
وقد سبق له أن عمل مدربًا لحراس المرمى في العديد من الأندية المصرية، وأيضًا مدربًا لحراس المرمى بقطاع الناشئين بنادي الزمالك في 2014.

وله مباراتان مع المنتخب الوطني أمام منتخبي فنلندا في 11 يناير 1989 وكوريا الجنوبية في 18 فبراير 1990 ، واستقبلت شباكه خلالها هدفًا وحيدًا، وكان ضمن تشكيلة المنتخب الوطني المشارك في بطولة كأس العالم لكرة القدم 1990.

## روابط خارجية
- أيمن طاهر على موقع الاتحاد الدولي (مؤرشف)  (الإنجليزية)
- أيمن طاهر على موقع قاعدة بيانات كرة القدم.إي يو (الإنجليزية)
- أيمن طاهر على موقع ناشيونال فوتبول تيمز (الإنجليزية)
- أيمن طاهر على موقع Soccerway.com (الإنجليزية)
- مصر في كأس العالم